# Futbol Club Barcelona B (femení)
El filial del FC Barcelona (femení) es va fundar l'any 2000 i actualment juga a la Primera Federació Futbol Femenina, jugant els partits com a local a la Ciutat Esportiva Joan Gamper.
L'equip filial pot jugar en la mateixa competició que el primer equip però sempre s'han de mantenir com a mínim en una categoria inferior. D'aquesta manera no poden optar a pujar a la Primera Divisió com tampoc jugar la Copa de la Reina.

## Història
El Barcelona Femení B va haver de baixar de la Primera Nacional Femenina durant la temporada 2007-2008 degut al descens del primer equip, però l'any següent el Barcelona Femení va aconseguir pujar de nou a la Superlliga Femenina i el filial va tornar a pujar a la segona categoria estatal. Al 2016 es proclamen campiones del grup III de la Segona Divisió per primer cop en la història del club. El 2019 aconsegueixen una tercera posició que les classifica per accedir a la nova categoria creada per a la temporada següent: la Primera Divisió B. El 2020-21 aconsegueixen mantenir-se per a la temporada següent en la segona màxima categoria del futbol femení que pateix una reestructuració de cara a una futura professionalització.

## Temporades
| Temporada | Div.              | Pos. | G  | E | P  | GF  | GC | Pts |
| --------- | ----------------- | ---- | -- | - | -- | --- | -- | --- |
| 2003-04   | 1a Cat            | 1es  | -  | - | -  | -   | -  | -   |
| 2004-05   | 2a                | 7es  | 10 | 4 | 12 | 48  | 48 | 34  |
| 2005-06   | 2a                | 8es  | 9  | 5 | 12 | 62  | 41 | 32  |
| 2006–07   | 2a                | 6es  | 11 | 5 | 10 | 42  | 44 | 38  |
| 2007-08   | 1a Cat            | 1es  | 24 | 6 | 0  | 101 | 20 | 78  |
| 2008–09   | 2a                | 10es | 9  | 6 | 11 | 53  | 41 | 33  |
| 2009–10   | 2a                | 3es  | 19 | 1 | 6  | 95  | 32 | 58  |
| 2010–11   | 2a                | 5es  | 11 | 8 | 7  | 56  | 39 | 41  |
| 2011–12   | 2a                | 4es  | 15 | 4 | 7  | 51  | 32 | 49  |
| 2012–13   | 2a                | 5es  | 13 | 7 | 6  | 59  | 49 | 46  |
| 2013–14   | 2a                | 7es  | 10 | 5 | 11 | 39  | 31 | 35  |
| 2014–15   | 2a                | 2es  | 19 | 6 | 1  | 77  | 12 | 63  |
| 2015–16   | 2a                | 1es  | 23 | 3 | 0  | 104 | 11 | 72  |
| 2016–17   | 2a                | 1es  | 19 | 3 | 4  | 79  | 23 | 60  |
| 2017–18   | 2a                | 1es  | 20 | 3 | 3  | 81  | 17 | 63  |
| 2018-19   | 2a                | 3es  | 16 | 5 | 5  | 72  | 26 | 53  |
| 2019-20   | 1aB               | 3es  | 14 | 3 | 5  | 61  | 28 | 45  |
| 2020-21   | 1aB Grup Nord "B" | 3es  | 7  | 5 | 4  | 30  | 19 | 26  |
| 2020-21   | 1aB Grup Nord "C" | 4es  | 12 | 5 | 7  | 47  | 26 | 41  |
| 2021-22   | Grup Nord         | 5es  | 16 | 3 | 11 | 52  | 32 | 51  |
| 2022-23   | Primera Federació | 1es  | 18 | 5 | 7  | 58  | 31 | 59  |
| 2023-24   | Primera Federació | 1es  | 18 | 4 | 4  | 55  | 17 | 58  |
| 2024-25   | Primera Federació | 8es  | 10 | 8 | 8  | 42  | 35 | 38  |

Font resultats i

## Jugadores i cos tècnic

### Plantilla 2024-2025
La plantilla i el cos tècnic del primer equip per a l'actual temporada són els següents:
| N. | Pos. | Nac. | Jugador          |
| -- | ---- | --- | ---------------- |
| 1  | POR  | [[Fitxer:Flag of Catalonia.svg\|23x15px\|border \|alt=Catalunya\|link=Selecció de futbol de Catalunya\|{{#if:\|]] | Meritxell Font   |
| 2  | DEF  | [[Fitxer:Flag of Catalonia.svg\|23x15px\|border \|alt=Catalunya\|link=Selecció de futbol de Catalunya\|{{#if:\|]] | Judit Pujols     |
| 3  | DEF  | [[Fitxer:Flag of Catalonia.svg\|23x15px\|border \|alt=Catalunya\|link=Selecció de futbol de Catalunya\|{{#if:\|]] | Adriana Ranera   |
| 4  | DEF  | [[Fitxer:Flag of Catalonia.svg\|23x15px\|border \|alt=Catalunya\|link=Selecció de futbol de Catalunya\|{{#if:\|]] | Martina González |
| 5  | DEF  | [[Fitxer:Flag placeholder.svg\|23x15px\| \|alt=\|link=Selecció de futbol\|{{#if:\|]]                              | María Llorella   |
| 6  | DEF  | [[Fitxer:Flag placeholder.svg\|23x15px\| \|alt=\|link=Selecció de futbol\|{{#if:\|]]                              | Noah Bezis       |
| 7  | DAV  | [[Fitxer:Flag of Catalonia.svg\|23x15px\|border \|alt=Catalunya\|link=Selecció de futbol de Catalunya\|{{#if:\|]] | Laia Martret     |
| 8  | MIG  | [[Fitxer:Flag of Catalonia.svg\|23x15px\|border \|alt=Catalunya\|link=Selecció de futbol de Catalunya\|{{#if:\|]] | Alba Caño        |
| 9  | DAV  | [[Fitxer:Flag of Catalonia.svg\|23x15px\|border \|alt=Catalunya\|link=Selecció de futbol de Catalunya\|{{#if:\|]] | Celia Segura     |
| 10 | DAV  | [[Fitxer:Flag of Catalonia.svg\|23x15px\|border \|alt=Catalunya\|link=Selecció de futbol de Catalunya\|{{#if:\|]] | Nina Pou         |
| 11 | DAV  | [[Fitxer:Flag of Catalonia.svg\|23x15px\|border \|alt=Catalunya\|link=Selecció de futbol de Catalunya\|{{#if:\|]] | Ona Baradad      |
| 12 | DEF  | [[Fitxer:Flag of Catalonia.svg\|23x15px\|border \|alt=Catalunya\|link=Selecció de futbol de Catalunya\|{{#if:\|]] | Aïcha Camara     |

| N. | Pos. | Nac. | Jugador              |
| -- | ---- | --- | -------------------- |
| 13 | POR  | [[Fitxer:Flag of Catalonia.svg\|23x15px\|border \|alt=Catalunya\|link=Selecció de futbol de Catalunya\|{{#if:\|]]                           | Meritxell Muñoz      |
| 14 | DAV  | [[Fitxer:Flag placeholder.svg\|23x15px\| \|alt=\|link=Selecció de futbol\|{{#if:\|]]                                                        | Anna Quer            |
| 15 | MIG  | [[Fitxer:Flag placeholder.svg\|23x15px\| \|alt=\|link=Selecció de futbol\|{{#if:\|]]                                                        | Rosalía Domínguez    |
| 16 | DEF  | [[Fitxer:Flag placeholder.svg\|23x15px\| \|alt=\|link=Selecció de futbol\|{{#if:\|]]                                                        | Lorena Cubo          |
| 17 | DAV  | [[Fitxer:Flag of the United States.svg\|23x15px\|border \|alt=Estats Units d'Amèrica\|link=Selecció de futbol dels Estats Units\|{{#if:\|]] | Onyeka Paloma Gamero |
| 18 | DAV  | [[Fitxer:Flag of Catalonia.svg\|23x15px\|border \|alt=Catalunya\|link=Selecció de futbol de Catalunya\|{{#if:\|]]                           | Natàlia Escot        |
| 19 | MIG  | [[Fitxer:Flag of Switzerland.svg\|23x16px\|border \|alt=Suïssa\|link=Selecció de futbol de Suïssa\|{{#if:\|]]                               | Sydney Schertenleib  |
| 20 | DAV  | [[Fitxer:Flag of Norway.svg\|23x15px\|border \|alt=Noruega\|link=Selecció de futbol de Noruega\|{{#if:\|]]                                  | Martine Fenger       |
| 21 | DAV  | [[Fitxer:Flag placeholder.svg\|23x15px\| \|alt=\|link=Selecció de futbol\|{{#if:\|]]                                                        | Ainoa Gómez          |
| 22 | MIG  | [[Fitxer:Flag of Catalonia.svg\|23x15px\|border \|alt=Catalunya\|link=Selecció de futbol de Catalunya\|{{#if:\|]]                           | Clara Serrajordi     |
| 23 | MIG  | [[Fitxer:Flag of Poland.svg\|23x15px\|border \|alt=Polònia\|link=Selecció de futbol de Polònia\|{{#if:\|]]                                  | Emilia Szymczak      |

FC Barcelona Femení Juvenil
| N. | Pos. | Nac.                                                                                 | Jugador       |
| -- | ---- | ------------------------------------------------------------------------------------ | ------------- |
| 26 | MIG  | [[Fitxer:Flag placeholder.svg\|23x15px\| \|alt=\|link=Selecció de futbol\|{{#if:\|]] | Emma Gálvez   |
| 27 | DAV  | [[Fitxer:Flag placeholder.svg\|23x15px\| \|alt=\|link=Selecció de futbol\|{{#if:\|]] | Noa Ortega    |
| 28 | MIG  | [[Fitxer:Flag placeholder.svg\|23x15px\| \|alt=\|link=Selecció de futbol\|{{#if:\|]] | Noa Jiménez   |
| 29 | MIG  | [[Fitxer:Flag placeholder.svg\|23x15px\| \|alt=\|link=Selecció de futbol\|{{#if:\|]] | Beatriz Pérez |
| 30 | POR  | [[Fitxer:Flag placeholder.svg\|23x15px\| \|alt=\|link=Selecció de futbol\|{{#if:\|]] | Rocío Romano  |
| 32 | MIG  | [[Fitxer:Flag placeholder.svg\|23x15px\| \|alt=\|link=Selecció de futbol\|{{#if:\|]] | Èlia Garrigós |

| N. | Pos. | Nac. | Jugador       |
| -- | ---- | --- | ------------- |
| 33 | POR  | [[Fitxer:Flag placeholder.svg\|23x15px\| \|alt=\|link=Selecció de futbol\|{{#if:\|]]                                      | Ariadna Ayats |
| 35 | MIG  | [[Fitxer:Flag placeholder.svg\|23x15px\| \|alt=\|link=Selecció de futbol\|{{#if:\|]]                                      | Laura Martín  |
| 37 | DAV  | [[Fitxer:Flag of Spain.svg\|23x15px\|border \|alt=Espanya\|link=Selecció de futbol d'Espanya\|{{#if:\|]]                  | Lúa Arufe     |
| 38 | DEF  | [[Fitxer:Flag of Portugal (official).svg\|23x15px\|border \|alt=Portugal\|link=Selecció de futbol de Portugal\|{{#if:\|]] | Iara Lobo     |
| 40 | POR  | [[Fitxer:Flag placeholder.svg\|23x15px\| \|alt=\|link=Selecció de futbol\|{{#if:\|]]                                      | Clara Raspall |

### Cos tècnic 2024-2025
- Entrenador: Òscar Belis
- Segon entrenador: Pol Grau
- Preparador físic: Víctor Zamora
- Entrenador de porteres: Miguel Ramos
- Delegat: Víctor Moreno
- Encarregat de material: Cristóbal Bascón

## Palmarès

### Tornejos estatals (5)
- 5 Campionats de Segona Divisió: 2015-16, 2016-17, 2017-18, 2022-23, 2023-24